# Bernard Butler
Bernard Joseph Butler (Londra, 1º maggio 1970) è un chitarrista e produttore discografico britannico.

## Carriera
Membro originario dei Suede, con i quali ha debuttato nel 1992 con il singolo The Drowners, è stato coautore di tutti i brani del gruppo assieme al cantante Brett Anderson e la loro collaborazione è stata tra le più rappresentative della musica pop britannica degli anni novanta. Con i Suede Butler ha pubblicato gli album Suede (1993) e Dog Man Star (1994) lasciando poi il gruppo nel settembre del 1994.
Dopo una collaborazione con il cantante David McAlmont (The Sound Of McAlmont & Butler, Hut CD), nel 1995), ha pubblicato due lavori solisti con l'etichetta Creation Records, People Move On (1998) e Friends And Lovers (1999).
Nella sua carriera come musicista il suo stile si è caratterizzato per le atmosfere orchestrali e gli arrangiamenti epici, con richiami a Mick Ronson, Johnny Marr e Phil Manzanera dei Roxy Music. Butler è considerato chitarrista espressivo e ispirato.
Dal 2000 in poi, Bernard Butler ha intrapreso una carriera di produttore discografico, in particolare con The Libertines. In questo ruolo ha collaborato anche con Aimee Mann, Edwyn Collins, Roy Orbison, The Veils, Heather Nova e molti altri.
Nel 2005 Bernard Butler e Brett Anderson hanno annunciato la loro rinnovata collaborazione dopo un disaccordo regnato oltre dieci anni: hanno formato un nuovo gruppo, i The Tears, e hanno pubblicato l'album Here Come the Tears (n. 18 delle classifiche britanniche nell'estate 2005), interamente scritto da entrambi.
Ha collaborato con Duffy per il suo album d'esordio, che ha avuto molto successo, Rockferry (2008). Nel 2009 invece è coproduttore di My Best Friend Is You, secondo disco di Kate Nash.
Nel 2013 ha lavorato con i Teleman, per il loro primo album.

## Discografia

### Solista
- 1998 - People Move On
- 1999 - Friends and Lovers
- 2024 - Good Grief

### Con Blake and Grant
- 2025 - Butler, Blake and Grant